# Rugbi lliga a Catalunya
El rugbi lliga o rugbi a 13 es va introduir a Catalunya després de la incorporació dels Dracs Catalans, de Perpinyà, a la Superlliga professional el 2006. El 2008 es va formar una competició de rugbi lliga amateur que va funcionar durant tres temporades sota l'administració de l'Associació Catalana de Rugby Lliga.

## Història
El rugbi lliga va començar a Catalunya la tardor de 2007, amb l'assessorament de persones de la catalunya del nord, on es practica aquest esport des dels anys 30. El nombre de clubs ha anat creixent, des dels 3 clubs que van participar en la primera competició fins a arribar als 9 equips en el primer Campionat de Catalunya l'abril del 2009.
La selecció catalana va debutar el gener del 2008, quan va participar en el Campionat francès interlligues celebrat a prop de Perpinyà.

## Òrgan de govern
L'òrgan de govern de la lliga de rugbi a Catalunya va ser l'Associació Catalana de Rugby Lliga, essent membre sense classificació de la Federació Europea de Rugby League amb condició d'observador oficial des de 2008.
L'òrgan de govern del rugbi lliga a Catalunya era l'Associació Catalana de Rugby Lliga, essent un membre sense rang de la Federació Europea de Rugbi League amb estatus d'observador oficial des del 2008.

## Competicions
La primera competició catalana, la Copa Catalunya, va tenir lloc l'abril de 2008 amb 3 equips: FC Barcelona, Aligots de Girona i Nord-Català. Els guanyadors van ser el FC Barcelona. Els resultats de la competició van ser:
- FC Barcelona 22-20 Aligots Girona
- Aligots Girona 24-0 Nord-Català
- Nord-Català 4-24 FC Barcelona

El febrer de 2009 va tenir lloc el primer campionat català de rugbi lliga universitari, amb la participació de set equips universitaris: Perpinyà, Ramon Llull, Girona, Autònoma de Barcelona, UVic, UPC i Pompeu Fabra. Universitat de Perpinyà va ser la guanyadora.
La primavera del 2009 es va jugar el primer Campionat de Catalunya de Rugby Lliga, amb nou equips en competició: Barcelona Universitari Club, Club de Rugby Sant Cugat, CE INEF Lleida, GEIEG, Club Natació Poble Nou - Enginyers, Club de Rugby Tarragona, Garrotxa Rugbi Club, Club Atlètic Vic - Crancs i Club Rugby Valls. El Club Universitari Barcelona va ser el campió.

## Selecció nacional

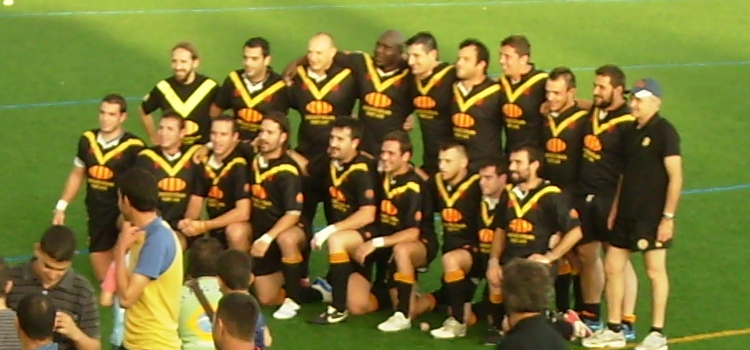
Selecció catalana de rugbi lliga el 2009

La selecció catalana de rugbi XIII va jugar el seu primer partit internacional complet perdent davant del Marroc en una trobada disputada abans del partit dels Dracs Catalans contra el Warrington Wolves de la Superlliga, el 21 de juny de 2008.
El juny de 2009, Catalunya va vèncer la República Txeca en un partit jugat abans del partit de la Super League Catalans Dragons vs Warrington Wolves, aquest cop jugat a Barcelona. Aquest partit va ser un escalfament internacional abans de l'Euro Med Challenge disputat per Catalunya, el Marroc i Bèlgica. Van perdre 6-29 a casa contra el Marroc i 28-22 a Bèlgica.
El juny del 2009, Catalunya va vèncer la República Txeca en un partit previ a la trobada en la Superlliga dels Dracs Catalans contra Warrington Wolves, aquesta vegada disputat a Barcelona. Aquest partit va ser un preparatiu internacional previ a l'Euro Med Challenge que van disputar Catalunya, el Marroc i Bèlgica. Van perdre 6-29 a casa davant del Marroc i 28-22 a Bèlgica.